# Draft NBA 2003
Il Draft NBA 2003 si è svolto il 26 giugno 2003 al Madison Square Garden di New York.
Questa edizione è considerata una delle più ricche per numero di talenti scelti: molti giocatori hanno infatti trovato posto nei quintetti base delle rispettive squadre e ben nove di loro hanno partecipato all'All-Star Game.
Tra i principali riconoscimenti vinti da giocatori selezionati in questa edizione possiamo annoverare:
- LeBron James, miglior giocatore dell'anno nel 2009, 2010, 2012 e 2013 e MVP delle finali nel 2012, nel 2013, nel 2016 e nel 2020.
- Dwyane Wade, MVP delle finali del 2006
- Boris Diaw, giocatore più migliorato nel 2006
- Jason Kapono, vincitore della gara del tiro da tre punti nel 2007 e nel 2008
- Leandro Barbosa, miglior sesto uomo nel 2007
- James Jones, vincitore della gara del tiro da tre punti nel 2011
- Kyle Korver, giocatore con il record per la più alta percentuale da tre punti in una singola stagione: 53,6% (2009-2010)

Questa edizione è stata comparata a quelle del 1984 e del 1996 ma è anche ricordata per la controversa scelta (draft bust) dei Detroit Pistons per Darko Miličić.

## Giocatori scelti al 1º giro
|   | Indica un giocatore che è stato inserito nella Naismith Memorial Basketball Hall of Fame                 |
|   | Indica un giocatore che è stato selezionato per almeno un All-Star Game ed è inserito in un All-NBA Team |
|   | Indica un giocatore che è stato selezionato per almeno un All-Star Game                                  |
| * | Indica il giocatore che ha vinto il titolo di Rookie of the Year                                         |
| G | Indica un giocatore che ha vinto il titolo di NBA Most Valuable Player Award                             |
|   | Indica un giocatore che non ha mai giocato una partita in NBA                                            |

| Scelta | Giocatore                 | Nazionalità          | Squadra NBA                                                    | Scuola/ex squadra                         |
| ------ | ------------------------- | -------------------- | -------------------------------------------------------------- | ----------------------------------------- |
| 1      | LeBron James * (SF)       | Stati Uniti          | Cleveland Cavaliers                                            | St. Vincent - St. Mary H.S. (Akron, OH)   |
| 2      | Darko Miličić (F/C)       | Serbia e Montenegro  | Detroit Pistons (da Memphis)                                   | Hemofarm Vršac (Serbia e Montenegro)      |
| 3      | Carmelo Anthony (SF)      | Stati Uniti          | Denver Nuggets                                                 | Syracuse                                  |
| 4      | Chris Bosh (F/C)          | Stati Uniti          | Toronto Raptors                                                | Georgia Tech                              |
| 5      | Dwyane Wade (SG)          | Stati Uniti          | Miami Heat                                                     | Marquette                                 |
| 6      | Chris Kaman (C PF)        | Stati Uniti Germania | Los Angeles Clippers                                           | Central Michigan                          |
| 7      | Kirk Hinrich (PG)         | Stati Uniti          | Chicago Bulls                                                  | Kansas                                    |
| 8      | T.J. Ford (PG)            | Stati Uniti          | Milwaukee Bucks (da Atlanta)                                   | Texas                                     |
| 9      | Mike Sweetney (PF)        | Stati Uniti          | New York Knicks                                                | Georgetown                                |
| 10     | Jarvis Hayes (F/G)        | Stati Uniti          | Washington Wizards                                             | Georgia                                   |
| 11     | Mickaël Piétrus (G/F)     | Francia              | Golden State Warriors                                          | Pau-Orthez (Francia)                      |
| 12     | Nick Collison (PF)        | Stati Uniti          | Seattle SuperSonics                                            | Kansas                                    |
| 13     | Marcus Banks (PG)         | Stati Uniti          | Memphis Grizzlies (da Houston, ceduto a Boston)                | UNLV                                      |
| 14     | Luke Ridnour (PG)         | Stati Uniti          | Seattle SuperSonics (da Milwaukee)                             | Oregon                                    |
| 15     | Reece Gaines (F/G)        | Stati Uniti          | Orlando Magic                                                  | Louisville                                |
| 16     | Troy Bell (PG)            | Stati Uniti          | Boston Celtics (ceduto a Memphis)                              | Boston College                            |
| 17     | Žarko Čabarkapa (SF)      | Serbia e Montenegro  | Phoenix Suns                                                   | Budućnost Podgorica (Serbia e Montenegro) |
| 18     | David West (PF)           | Stati Uniti          | New Orleans Hornets                                            | Xavier (OH)                               |
| 19     | Aleksandar Pavlović (F/G) | Serbia e Montenegro  | Utah Jazz                                                      | Budućnost Podgorica (Serbia e Montenegro) |
| 20     | Dahntay Jones (SG)        | Stati Uniti          | Boston Celtics (da Philadelphia, ceduto a Memphis)             | Duke                                      |
| 21     | Boris Diaw-Riffiod (SG)   | Francia              | Atlanta Hawks (da Indiana)                                     | Pau-Orthez (Francia)                      |
| 22     | Zoran Planinić (G/F)      | Croazia              | New Jersey Nets                                                | Cibona Zagabria (Croazia)                 |
| 23     | Travis Outlaw (SF)        | Stati Uniti          | Portland Trail Blazers                                         | Starkville H.S. (Starkville, MS)          |
| 24     | Brian Cook (PF)           | Stati Uniti          | Los Angeles Lakers                                             | Illinois                                  |
| 25     | Carlos Delfino (SG)       | Argentina            | Detroit Pistons                                                | Fortitudo Bologna (Italia)                |
| 26     | Ndudi Ebi (SF)            | Nigeria Regno Unito  | Minnesota Timberwolves                                         | Westbury Christian H.S. (Houston, TX)     |
| 27     | Kendrick Perkins (C)      | Stati Uniti          | Memphis Grizzlies (da Sacramento via Orlando, ceduto a Boston) | Ozen H.S. (Beaumont, TX)                  |
| 28     | Leandro Barbosa (SG)      | Brasile              | San Antonio Spurs (ceduto a Phoenix)                           | Bauru (Brasile)                           |
| 29     | Josh Howard (F/G)         | Stati Uniti          | Dallas Mavericks                                               | Wake Forest                               |

## Giocatori scelti al 2º giro
| Scelta | Giocatore                   | Nazionalità          | Squadra NBA                                  | Scuola/ex squadra                            |
| ------ | --------------------------- | -------------------- | -------------------------------------------- | -------------------------------------------- |
| 30     | Maciej Lampe (PF)           | Polonia Svezia       | New York Knicks (da Denver)                  | Complutense Università di Madrid (Spagna)    |
| 31     | Jason Kapono (F/G)          | Stati Uniti          | Cleveland Cavaliers                          | UCLA                                         |
| 32     | Luke Walton (SF)            | Stati Uniti          | Los Angeles Lakers (da Toronto)              | Arizona                                      |
| 33     | Jerome Beasley (PF)         | Stati Uniti          | Miami Heat                                   | North Dakota                                 |
| 34     | Sofoklīs Schortsianitīs (C) | Grecia               | Los Angeles Clippers                         | K.A.E. Īraklīs (Grecia)                      |
| 35     | Szymon Szewczyk (PF)        | Polonia              | Milwaukee Bucks (da Memphis)                 | Braunschweig (Germania)                      |
| 36     | Mario Austin (PF)           | Stati Uniti          | Chicago Bulls                                | Mississippi State                            |
| 37     | Travis Hansen (SG)          | Stati Uniti          | Atlanta Hawks                                | Brigham Young                                |
| 38     | Steve Blake (PG)            | Stati Uniti          | Washington Wizards                           | Maryland                                     |
| 39     | Slavko Vraneš (C)           | Serbia e Montenegro  | New York Knicks                              | Budućnost Podgorica (Serbia e Montenegro)    |
| 40     | Derrick Zimmerman (PG)      | Stati Uniti          | Golden State Warriors                        | Mississippi State                            |
| 41     | Willie Green (SG)           | Stati Uniti          | Seattle SuperSonics (ceduto a Philadelphia)  | Detroit Mercy                                |
| 42     | Zaza Pachulia (PF)          | Georgia              | Orlando Magic                                | Ülkerspor (Turchia)                          |
| 43     | Keith Bogans (SG)           | Stati Uniti          | Milwaukee Bucks (ceduto a Orlando)           | Kentucky                                     |
| 44     | Malick Badiane (PF)         | Senegal              | Houston Rockets                              | TV Langen (Germania)                         |
| 45     | Matt Bonner (F)             | Stati Uniti          | Chicago Bulls (da Phoenix, ceduto a Toronto) | Florida                                      |
| 46     | Sani Bečirovič (SG)         | Slovenia             | Denver Nuggets (da Boston)                   | Virtus Bologna (Italia)                      |
| 47     | Mo Williams (PG)            | Stati Uniti          | Utah Jazz                                    | Alabama                                      |
| 48     | James Lang (C)              | Stati Uniti          | New Orleans Hornets                          | Central Park Christian H.S. (Birmingham, AL) |
| 49     | James Jones (SF)            | Stati Uniti          | Indiana Pacers                               | Miami (FL)                                   |
| 50     | Paccelis Morlende (PG)      | Francia              | Philadelphia 76ers (ceduto a Seattle)        | Digione (Francia)                            |
| 51     | Kyle Korver (SF)            | Stati Uniti          | New Jersey Nets (ceduto a Philadelphia)      | Creighton                                    |
| 52     | Remon van de Hare (C)       | Paesi Bassi          | Toronto Raptors (da Los Angeles Lakers)      | FC Barcelona (Spagna)                        |
| 53     | Tommy Smith (PF)            | Stati Uniti          | Chicago Bulls (da Detroit via Miami)         | Arizona State                                |
| 54     | Nedžad Sinanović (C)        | Bosnia ed Erzegovina | Portland Trail Blazers                       | Brotnjo (Bosnia Erzegovina)                  |
| 55     | Rick Rickert (PF)           | Stati Uniti          | Minnesota Timberwolves                       | Minnesota                                    |
| 56     | Brandon Hunter (PF)         | Stati Uniti          | Boston Celtics (da Sacramento)               | Ohio                                         |
| 57     | Xue Yuyang (C)              | Cina                 | Dallas Mavericks (ceduto a Denver)           | Hong Kong Flying Dragons (Cina)              |
| 58     | Andreas Glyniadakīs (C)     | Grecia               | Detroit Pistons (da San Antonio)             | AEK (Grecia)                                 |

- Nota: PG = Playmaker; SG = Guardia; SF = Ala piccola; PF = Ala grande; C = Centro